# Moldauischer Fußballpokal
Der moldauische Fußballpokal (rumänisch Cupa Moldovei; russisch Кубок Молдавии) ist der seit 1992 ausgetragene nationale Fußball-Pokalwettbewerb für Männerfußball-Vereinsmannschaften in der Republik Moldau. Aktueller Titelträger 2025 sowie Rekordsieger ist Sheriff Tiraspol mit dreizehn Trophäen.

## Geschichte
Nach der ersten Liga Divizia Națională ist der Pokal der zweithöchste Fußballwettbewerb des Landes. Bis 1991 gehörte Moldau zur Sowjetunion; nach der Unabhängigkeit führte man den neuen Pokal ein. Verantwortlich für die jährlich Pokalrunde ist der moldauische Fußballverband Federația Moldovenească de Fotbal (FMF). Von 1992 bis 2008 fanden die Endspiele im Nationalstadion Chișinău in der Hauptstadt Chișinău statt. Seit 2013 wurden die Finalspiele im Stadionul Zimbru (10.500 Plätze), ebenfalls in Chișinău, ausgetragen. Das 1952 erbaute Nationalstadion mit ca. 8.000 Plätzen wurde inzwischen abgerissen. 2022 fand das Spiel dann erstmals im Stadionul Orăşenesc in Nisporeni statt.

## Die Endspiele im Überblick
| Saison  | Austragungsort                     | Sieger                    | Ergebnis             | Finalist                  |
| ------- | ---------------------------------- | ------------------------- | -------------------- | ------------------------- |
| 1992    | Nationalstadion Chișinău, Chișinău | Bugeac Comrat             | 5:0                  | FC Tiligul Tiraspol       |
| 1992/93 | Nationalstadion Chișinău, Chișinău | FC Tiligul Tiraspol       | 1:0                  | Dynamo-Codru Chișinău     |
| 1993/94 | Nationalstadion Chișinău, Chișinău | FC Tiligul Tiraspol       | 1:0 n. V.            | FC Nistru Otaci           |
| 1994/95 | Nationalstadion Chișinău, Chișinău | FC Tiligul Tiraspol       | 1:0                  | Zimbru Chișinău           |
| 1995/96 | Nationalstadion Chișinău, Chișinău | Constructorul Chișinău    | 2:1                  | FC Tiligul Tiraspol       |
| 1996/97 | Nationalstadion Chișinău, Chișinău | Zimbru Chișinău           | 0:0 n. V., 7:6 i. E. | FC Nistru Otaci           |
| 1997/98 | Nationalstadion Chișinău, Chișinău | Zimbru Chișinău *         | 1:0                  | Constructorul Chișinău    |
| 1998/99 | Nationalstadion Chișinău, Chișinău | Sheriff Tiraspol          | 2:1 n. V.            | Constructorul Chișinău    |
| 1999/00 | Nationalstadion Chișinău, Chișinău | Constructorul Chișinău    | 1:0                  | Zimbru Chișinău           |
| 2000/01 | Nationalstadion Chișinău, Chișinău | Sheriff Tiraspol *        | 0:0 n. V., 5:4 i. E. | FC Nistru Otaci           |
| 2001/02 | Nationalstadion Chișinău, Chișinău | Sheriff Tiraspol *        | 3:2 n. V.            | FC Nistru Otaci           |
| 2002/03 | Nationalstadion Chișinău, Chișinău | Zimbru Chișinău           | 0:0 n. V., 4:2 i. E. | FC Nistru Otaci           |
| 2003/04 | Nationalstadion Chișinău, Chișinău | Zimbru Chișinău           | 2:1                  | Sheriff Tiraspol          |
| 2004/05 | Nationalstadion Chișinău, Chișinău | FC Nistru Otaci           | 1:0                  | FC Dacia Chișinău         |
| 2005/06 | Nationalstadion Chișinău, Chișinău | Sheriff Tiraspol *        | 2:0                  | FC Nistru Otaci           |
| 2006/07 | Nationalstadion Chișinău, Chișinău | Zimbru Chișinău           | 1:0                  | FC Nistru Otaci           |
| 2007/08 | Nationalstadion Chișinău, Chișinău | Sheriff Tiraspol *        | 1:0                  | FC Nistru Otaci           |
| 2008/09 | Stadionul Zimbru, Chișinău         | Sheriff Tiraspol          | 2:0                  | FC Dacia Chișinău         |
| 2009/10 | Stadionul Zimbru, Chișinău         | Sheriff Tiraspol *        | 2:0                  | FC Dacia Chișinău         |
| 2010/11 | Stadionul Zimbru, Chișinău         | FC Iskra-Stali Rîbnița    | 2:1                  | FC Olimpia Bălți          |
| 2011/12 | CSR Orhei, Orhei                   | FC Milsami                | 0:0 n. V., 5:3 i. E. | CSCA-Rapid Chișinău       |
| 2012/13 | Stadionul Zimbru, Chișinău         | FC Tiraspol               | 2:2 n. V., 4:2 i. E. | FC Veris Chișinău         |
| 2013/14 | Stadionul Zimbru, Chișinău         | Zimbru Chișinău           | 3:1                  | Sheriff Tiraspol          |
| 2014/15 | Stadionul Zimbru, Chișinău         | Sheriff Tiraspol          | 3:2 n. V.            | FC Dacia Chișinău         |
| 2015/16 | Stadionul Zimbru, Chișinău         | FC Zaria Bălți            | 1:0 n. V.            | FC Milsami                |
| 2016/17 | Stadionul Zimbru, Chișinău         | Sheriff Tiraspol          | 5:0                  | FC Zaria Bălți            |
| 2017/18 | Stadionul Zimbru, Chișinău         | FC Milsami                | 2:0 n. V.            | Zimbru Chișinău           |
| 2018/19 | Stadionul Zimbru, Chișinău         | Sheriff Tiraspol *        | 1:0 n. V.            | Sfîntul Gheorghe Suruceni |
| 2019/20 | Stadionul Zimbru, Chișinău         | Petrocub Hîncești         | 0:0 n. V., 5:3 i. E. | Sfîntul Gheorghe Suruceni |
| 2020/21 | Stadionul Zimbru, Chișinău         | Sfîntul Gheorghe Suruceni | 0:0 n. V., 3:2 i. E. | Sheriff Tiraspol          |
| 2021/22 | Stadionul Orăşenesc, Nisporeni     | Sheriff Tiraspol *        | 1:0                  | Sfîntul Gheorghe Suruceni |
| 2022/23 | Stadionul Municipal, Hîncești      | Sheriff Tiraspol *        | 0:0 n. V., 7:6 i. E. | FC Zaria Bălți            |
| 2023/24 | Stadionul Zimbru, Chișinău         | Petrocub Hîncești *       | 3:1                  | Zimbru Chișinău           |
| 2024/25 | Sheriff-Stadion, Tiraspol          | Sheriff Tiraspol          | 2:1                  | FC Milsami                |

* Gewinner des nationalen Doubles aus Meisterschaft und Pokalsieg.

### Rangliste der Sieger und Finalisten
| Verein                    | Siege | Jahr(e)                                                                      | Final- teilnahmen |
| ------------------------- | ----- | ---------------------------------------------------------------------------- | ----------------- |
| Sheriff Tiraspol          | 13    | 1999, 2001, 2002, 2006, 2008, 2009, 2010, 2015, 2017, 2019, 2022, 2023, 2025 | 3                 |
| Zimbru Chișinău           | 6     | 1997, 1998, 2003, 2004, 2007, 2014                                           | 4                 |
| FC Tiligul Tiraspol       | 3     | 1993, 1994, 1995                                                             | 2                 |
| FC Tiraspol               | 3     | 1996, 2000, 2013                                                             | 2                 |
| FC Milsami                | 2     | 2012, 2018                                                                   | 2                 |
| Petrocub Hîncești         | 2     | 2020, 2024                                                                   | /                 |
| FC Nistru Otaci           | 1     | 2005                                                                         | 8                 |
| FC Zaria Bălți            | 1     | 2016                                                                         | 3                 |
| Sfîntul Gheorghe Suruceni | 1     | 2021                                                                         | 3                 |
| Bugeac Comrat             | 1     | 1996                                                                         | /                 |
| FC Iskra-Stali Rîbnița    | 1     | 2011                                                                         | /                 |
| FC Dacia Chișinău         | /     |                                                                              | 4                 |
| Dinamo-Codru Chișinău     | /     |                                                                              | 1                 |
| CSCA-Rapid Chișinău       | /     |                                                                              | 1                 |
| FC Veris Chișinău         | /     |                                                                              | 1                 |
| Gesamt:                   | 34    |                                                                              | 34                |